# Industria de Odesa
La industria de Odesa comenzó a desarrollarse desde la formación de la ciudad. Las primeras fábricas que se construyeron eran de industria ligera, entre ellas la de harina, fideos, cosméticos y jabones. En 1806 se funda una planta de sogas, por la demanda creciente por parte del puerto. A principios del siglo XX Odesa ya era considerada un notable centro industrial del Imperio ruso. 
Durante la Segunda Guerra Mundial, cuando Odesa fue rodeada y asediada por tropas fascistas, las empresas comenzaron a producir armamento: tanques en vez de tractores, minas en vez de conservas, cócteles molotov en vez de limonada, etc. Total fabricaron 134 tipos de productos militares. Después fueron evacuadas a los Urales y Asia Central soviética. El nuevo auge de industria comenzó cuando la ciudad fue liberada por las tropas soviéticas en abril de 1944. 
En los tiempos de posguerra, la industria se desarrolló mucho tanto en la ciudad como en los suburbios, haciendo de Odesa uno de los mayores centros industriales de la Unión Soviética.
Después del colapso de la URSS la industria sufrió gravemente la crisis económica. Desde el año 2000 las empresas se recuperan lentamente, trabajando la mayoría sólo con una parte de su potencial. Muchas de ellas requieren modernización.
En la última década ha crecido el interés de inversores extranjeros, y varias empresas ya tienen capital mixto (turco, alemán, ruso, portugués, entre otros).

## Industrias
El abanico industrial de Odesa es muy diverso. Entre las empresas se destacan:

### Industria pesaday mecánica
- "Stalkanat" S.L. (sogas y alambre de acero) (fundada en 1806)
- "Odesselmash" S.A. (maquinaria agrícola) (1854)
- Planta de Prensas Forja S.A. (1857)
- "Krayán" S.A. (diferentes tipos de grúas) (1863)
- "Tochmash" S.A. (básculas de gran capacidad de peso) (1881)
- Planta de Taladradoras Radiales S.A. (taladradoras de diferentes tipos) (1884)
- Planta de Ingeniería Mecánica "Krásnaya Gvardia" S.A. (cabrías, cabrestantes, poleas, etc.) (1920)  (enlace roto disponible en Internet Archive; véase el historial, la primera versión y la última).
- Fábrica de Aros de Émbolo S.A. (1925)
- "Kholodmash" S.A. (frigoríficos, compresores, aires acondicionados, incluso industriales) (1932)
- Planta de Maquinaria para Industria Alimentaria "Prodmash" (1934)
- Fábrica de Goma Técnica S.A. (piezas industriales de goma) (1941)
- "Neptún" S.A. (aparatos de protección eléctrica y de comunicación fibroóptica) (1944)  (enlace roto disponible en Internet Archive; véase el historial, la primera versión y la última).
- "Promsviaz" S.A. (equipamiento y aparatos de comunicación industriales) (1944)
- Planta Mecánica "Odmez" S.A. (equipamiento industrial de procesamiento de productos agrícolos) (1944)  (enlace roto disponible en Internet Archive; véase el historial, la primera versión y la última).
- "Tsvetmet" S.L. (reciclaje de chatarra no férrea) (1944)
- Fábrica de Maquinaria Poligráfica de la сo. "Inter-Bor" (1946)
- "Kislorodmash" S.A. (equipamiento criogénico) (1948)
- "Zont" S.A. (aparatos de corte con plasma y gas, pompas criogénicas) (1948)  (enlace roto disponible en Internet Archive; véase el historial, la primera versión y la última).
- "Vtormet" S.A. (reciclaje de chatarra férrea) (1949)
- Planta de cables "Odessakábel" S.A. (cables de cobre y fibroópticos) (1949)
- "Stroygidrávlika" S.A. (maquinaria y equipamiento hidráulico) (1950)  (enlace roto disponible en Internet Archive; véase el historial, la primera versión y la última).
- "Pressmash" S.A. (prensas hydráulicas) (1953)
- "Legmash" S.A. (maquinaria para industria ligera) (1956)
- Planta de Fundición S.L. (piezas de hierro, acero, aluminio) (1966)
- Planta de Máquinas-herramienta de Alta Precisión "Micrón" S.A. (1967)
- "Medlabortécnica" S.A. (equipamiento médico) (1973)
- "Orion" S.A. (compresores de frigoríficos, incluso industriales) (1973)  (enlace roto disponible en Internet Archive; véase el historial, la primera versión y la última).
- Empresa comunitaria "UTOS" (dispositivos eléctricos de tensión baja) (1973)
- "Grupo Regional del Sur" S.L. (productos de aluminio y su reciclaje) (1999)
- "Laet" S.L. (aparatos de corte por láser, componentes electrónicos)  (enlace roto disponible en Internet Archive; véase el historial, la primera versión y la última).
- Astillero

### Industria químicay demateriales de construcción
- Fábrica de Superfosfato "Olimp-Krug" (vitriolo azul) S.A. (1885)
- Planta "Pripórtoviy" S.A. (amoníaco, nitrógeno, oxígeno etc.) (1932)
- Fábrica de Espejos S.A. (1945)
- Planta de Materiales de Construcción E.P. (1958)
- "Cement" S.L. (cemento Pórtland, clinker) (1965)
- "Gerafak" S.L. (linóleo) (1988)
- Fábrica de Arlita S.A. (arlita, cal, cemento) (1989)
- Fábrica de Ácido Carbónico S.A. (ácido carbónico, gases refrigerantes)  (enlace roto disponible en Internet Archive; véase el historial, la primera versión y la última).
- Compañía de Cristal de Ucrania Meridional S.L. (2001)
- Refinería de LUKOIL

### Industria ligera
- "Odessavinprom" S.A. (vinos) (1857)
- Fábrica de Coñac S.A. (1863)
- Fábrica de Carne S.A. (1884)
- Fábrica de Licores y Vodka S.A. (1887)
- Planta de Azúcar (Compañía Azucarera de Odesa) S.A. (1894)  (enlace roto disponible en Internet Archive; véase el historial, la primera versión y la última).
- Fábrica de Champán S.L. (1896)
- "Odessadrev" S.A. (muebles de madera) (1901)
- Fábrica de Levadura "Odesskie Droshi" E.S. (1903)
- Fábrica de Libros S.A. (1903)
- "Biostimulátor" S.L. (vitaminas, medicinas) (1921)
- "Acacia" S.L. (ropa de cama, ropa interior) (1924)
- Fábrica de Aceites y Grasas S.A. (aceites, margarina, mahonesa) (1925)
- Fábrica Experimental de Agar (agar-agar, químicos textiles) (1931)
- Fábrica de Joyas "Aurum" S.A. (1939)
- Imprenta Municipal de Odesa E.C. (1965)
- Fábrica de Productos Lácteos "Yantar" S.A. (1969)
- Fábrica de Harina y Derivados "Kulindórovskiy" S.A. (1980)
- "Vítmark-Ukraína" S.L. (zumos) (1994)
- "Odessakondíter" S.A. (bombones, galletas, tartas) (1997)
- "Asta" S.L. (ropa para señoras)
- Fábrica de Costura "GregoryArber" S.L. (trajes y accesorios para señores)